# الخوالد (أسيوط)
قرية الخوالد هي إحدى القرى التابعة لمركز ساحل سليم في محافظة أسيوط في جمهورية مصر العربية. حسب إحصاءات سنة 2006، بلغ إجمالي السكان في الخوالد 6348 نسمة، منهم 3090 رجل و3258 امرأة.